# Cañas Dulces
Cañas Dulces es un distrito del cantón de Liberia, en la provincia de Guanacaste, de Costa Rica.

## Geografía
Cañas Dulces cuenta con un área de 243,41 km² y una altitud media de 105 m s. n. m.

## Demografía
Para el año 2022, Cañas Dulces cuenta con una población estimada de 4487 habitantes, y para el último censo efectuado, en 2011, Cañas Dulces contaba con una población de 3230 habitantes.

## Localidades
- Barrios: Alcántaro, Buenavista, Guayacán, Pochote.
- Poblados: Brisas, Cedro, Congo, Cueva, Fortuna, Irigaray, Lilas, Pacayales, Panamacito, Pedregal, Pital, Pueblo Nuevo.

## Transporte

### Carreteras
Al distrito lo atraviesan las siguientes rutas nacionales de carretera:
- Ruta nacional 1